# Gränsberget
Gränsberget är ett berg på gränsen mellan Hosjö och Vika församlingar i Falu kommun, Dalarna. 
Toppen når cirka 220 meter ö.h., ca 45-110 meter över omgivningen (beroende på sida). Berget täcks av barrträdsdominerad skog, här och där hyggesavverkad. Det har få riktigt branta slänter; särskilt den östra sidan är flack. Namnet kommer inte av församlingsgränsen över berget, då delningen av Vika socken i två församlingar är en sentida händelse. I stället torde det vara gården Gränsen vid bergets norra fot som gett det dess namn. En utskjutande del av Gränsbergets norra sluttning har ett eget bergnamn: Klubbtäktsberget. En skogsgrusväg leder från E16 upp till bergets toppdel.